# Krigsåret 1950

## Pågående krig
- Indokinakriget (1946-1954)[1]
  - Franska unionen på ena sidan
  - Vietminh på andra sidan

- Kinesiska inbördeskriget (1945-1950)
  - Republiken Kina på ena sidan
  - Kinas kommunistiska parti på andra sidan

- Koreakriget (1950-1953)[2]
  - Nordkorea och Kina på ena sidan
  - Sydkorea och FN (Trupp från USA m.fl) på andra sidan

## Händelser
- 25 juni - Nordkorea angriper Sydkorea, och Koreakriget börjar.
- 28 juni - Nordkoreanska trupper intar Seoul.
- 7 juli - FN:s säkerhetsråd beslutar blida en FN-styrka under amerikansk ledning.
- 15 september - Landstigningen vid Inchon, Seouls hamnstad, hotar nordkoreanerna i ryggen.
- 27 september - Seoul återtas.
- 30 september - Sydkoreanska trupper korsar 38:e breddgraden. FN-offensiven fortsätter in i Nordkorea.
- 19 oktober - Kina ingriper i Koreakriget genom att låta "frivilliga" korsa gränsfloden Yalu

### Fotnoter
1. ↑  ”Chronological List of All Wars”. Arkiverad från originalet den 9 oktober 2014. https://web.archive.org/web/20141009082543/http://www.correlatesofwar.org/COW2%20Data/WarData_NEW/WarList_NEW.pdf. Läst 29 juni 2011.
2. ↑  ”World Statesmen”. http://www.worldstatesmen.org/WARS.html. Läst 28 juni 2011.